# Oca in onto
L'oca in onto, detta anche oco in pignatto, è una particolare conserva che un tempo nelle campagne venete si produceva in ogni famiglia utilizzando tutte le parti del volatile e serviva per conservare per molti mesi la carne di oca.
Prodotta un tempo in tutto il Veneto, ma soprattutto nel basso vicentino, sui Colli Berici e nella bassa padovana, è attualmente riconosciuta tra i prodotti agroalimentari tradizionali italiani, sia nella variante padovana che dei Berici.

## Storia
La ricetta ha origini ebraiche. L'uso di mangiare carne ricavata da volatili di grosse dimensioni si diffuse in Veneto nel Cinquecento e da allora le famiglie rurali cercarono ricette che permettessero di presentare in tavola carne diversa dal maiale. Anticamente le oche venivano macellate a san Martino, quando erano piuttosto grasse e pronte a fornire una riserva di calorie per tutto l'inverno. Inoltre le carni erano insaporite dai profumi delle erbe con cui le bestie si erano nutrite per tutta l'estate: tarassaco, trifoglio, dalle more di gelso ai fichi selvatici.
Le oche allevate a Vicenza erano più piccole della varietà romagnola che oggi rappresenta la maggioranza della popolazione, in particolare razzolavano libere nei cortili oche pezzate ed oche bigie. Con questi animali, dalle carni rosse e compatte, si preparava una conserva dalla ricetta semplice:  l'animale cuoce lentamente ancora intero con olio, rosmarino, sale, pepe ed aglio in modo che rilasci gran parte del proprio grasso. Quando la carne si stacca facilmente dalle ossa si toglie dal fuoco, si taglia a pezzi, si disossa eliminando anche la pelle. Il grasso raccolto viene usato per riporre in un orcio di terracotta (il pignatto) strati di carne con qualche foglia di alloro. In passato la carne era sgrassata a crudo e dopo aver riposato alcuni giorni sotto sale era posta nell'orcio, alternando strati di carne a grasso fuso. La cottura avveniva solo in un secondo tempo, poco prima di consumare la pietanza. Con tale metodo è possibile una durata della carne fino a due anni.
Da qualche anno l'oca in onto è presidio Slow Food: è in atto in alcune piccole realtà in provincia di Treviso e in provincia di Padova, a Sant'Urbano, il tentativo di allevare oche delle razze autoctone in Veneto, con il metodo tradizionale.

## Uso in cucina
Un piatto primaverile considerato prelibato è rìsi, bìsi e òca, secondo un'usanza che risale alla  Serenissima. La ricetta non ha prove documentate.